# Elleanthus cinnabarinus
Elleanthus cinnabarinus är en orkidéart som beskrevs av Leslie Andrew Garay. Elleanthus cinnabarinus ingår i släktet Elleanthus och familjen orkidéer.
Artens utbredningsområde är Colombia. Inga underarter finns listade i Catalogue of Life.